# Rudolf Kassner
Rudolf Kassner (11 de setembro de 1873, em Groß-Pawlowitz, Morávia - 1 de abril de 1959, em Sierre, Cantão de Valais, Suíça), filósofo checo.